# Macrosiphum claytoniae
Macrosiphum claytoniae är en insektsart som beskrevs av Jensen 2000. Macrosiphum claytoniae ingår i släktet Macrosiphum och familjen långrörsbladlöss. Inga underarter finns listade i Catalogue of Life.